# Marcel·lí Maneja i Granell
Marcel·lí Maneja i Granell (l'Hospitalet de Llobregat, 5 de juny de 1921 - l'Hospitalet de Llobregat, 12 d'agost del 2015) fou un jugador de bàsquet català dels anys 1940.
Conegut amb el sobrenom de La fletxa.

## Trajectòria
Amb 12 anys ingressà a l'Atlètic Bàsquet Júniors de l'Hospitalet. Dos anys més tard ja era reserva del primer equip. Acabada la guerra el club esdevingué CB L'Hospitalet, el 1940 es proclamà campió d'Espanya en derrotar l'Atlètic de Gràcia per 20-17 i el 1941 fou subcampió en caure davant el RCD Espanyol per 35-20. Aquests dos anys, a més, fou Campió de Catalunya.
La temporada 1942-43 fitxà pel RCD Espanyol. A continuació jugà tres temporades al Centre Catòlic de l'Hospitalet i finalment al Joventut de Badalona durant set temporades, fins que es va retirar el 1953. Amb el club badaloní fou dos cops campió d'Espanya el 1948 i 1953 i tres cops campió de Catalunya, els anys 1949, 1952 i 1953. Fou internacional amb Espanya als anys 1940.
Fou entrenador de l'Espanyol (1956-57), Sants femení i Pedagogium San Fernando, institució escolar al barri de Gràcia de la ciutat de Barcelona.
Va rebre la Medalla d'Honor de la FEB i la Medalla de Mèrit de la Federació Catalana. El club Joventut de Badalona el premià amb la insígnia d'or i brillants.
Des del 5 de juny de 2021, el Poliesportiu Municipal del Centre de la ciutat de l'Hospitalet duu el seu nom per recordar la seva trajectòria.
Així mateix el Museu de l'Hospitalet li va dedicar una exposició que es pot consultar en línia: "MARCEL·LÍ MANEJA I GRANEL (1921-2015): Un dels esportistes hospitalencs més destacats de tots els temps.".